# 44-es busz (Zalaegerszeg)
A zalaegerszegi 44-es jelzésű autóbusz Kertváros, autóbusz-forduló és Flex B között közlekedik. A vonalat a Volánbusz üzemelteti.

## Útvonala
| Flex B felé | Kertváros, autóbusz-forduló felé |
| --- | --- |
| Kertváros, autóbusz-forduló vá. – Köztársaság útja – Göcseji út – Zrínyi Miklós utca – Posta utca – Flex B vá. | Flex B vá. – Posta utca – Zrínyi Miklós utca – Hunyadi János utca – Göcseji út – Köztársaság útja – Kertváros, autóbusz-forduló vá. |

## Megállóhelyei
| 0  | Kertváros, autóbusz-forduló végállomás    | 18 |                                      | 8C, 8E, 10Y, 11Y, 30A, C1, C2, C4                                                           |
| 1  | Kertváros, Eötvös József Általános Iskola | 17 | 8, 8C, 10Y, 11A, 11Y, C1, C2, C4     |                                                                                             |
| 2  | Kertvárosi ABC                            | 16 | 8, 8C, 10Y, 11A, 11Y, C1, C2, C4     |                                                                                             |
| 3  | Kertváros, Liszt Ferenc Általános Iskola  | 15 | 8, 8C, 10Y, 11A, 11Y, C1, C2, C4     |                                                                                             |
| 4  | Kertváros, Szent Család óvoda             | 14 | 8, 8C, 8E, 10Y, 11A, 11Y, C1, C2, C4 |                                                                                             |
| ∫  | Vasútállomás érkező végállomás            | ∫  | 7                                    | 1, 1U, 1Y, 3, 3Y, 4, 4A, 4E, 4U, 4Y, 5U, 9U, 10, 10Y, 11, 11A, 11Y, 41, C2, C4 Zalaegerszeg |
| 9  | Bartók Béla út - Zrínyi út                | 8  | 6                                    | 4, 4A, 4E, 4U, 4Y, 41, C4                                                                   |
| 10 | TÜZÉP                                     | 7  | 5                                    | 4, 4A, 4Y, 41, 48, C4                                                                       |
| 11 | MOL Nyrt. bejárati út                     | 6  | 4                                    | 4, 4A, 4Y, 41, 48, C4                                                                       |
| 12 | Volán-telep (Zrínyi utca)                 | 5  | 3                                    | 4, 4A, 4E, 4U, 4Y, 41, 48, C4                                                               |
| 13 | Flex A                                    | 4  | 3                                    | 4, 4A, 4E, 4U, 4Y, 41, 48, C4                                                               |
| 15 | Zalabesenyő elágazó                       | 2  | 1                                    | 4, 4A, 4E, 4U, 4Y, 41, 48, C4                                                               |
| 17 | Flex B végállomás                         | 0  | 0                                    | 4, 4U, 4Y, 41, 48, C4                                                                       |